# Eugénie Desjobert
Vous lisez un « bon article » labellisé en 2025.
Pour les articles homonymes, voir Delachaux et Desjobert.
Eugénie Desjobert, née Louise Eugénie Delachaux le 3 mai 1800 à Paris et morte le 22 février 1880  à Saubusse, est une rentière et philanthrope française, active dans le département des Landes.
Issue d'une riche famille bourgeoise originaire du Dauphiné et de Belgique, elle épouse un diplomate, Charles Desjobert, avec qui elle a trois enfants. Elle acquiert une fortune (estimée à environ deux millions de francs-or) et un patrimoine considérable en héritant de ses parents, de son frère, de son mari et de ses trois enfants. Elle se retire dans son domaine à Saubusse, dans les Landes. Philanthrope, elle finance la construction d'un pont sur l'Adour, du préventorium Sainte-Eugénie sur la Côte d'Argent et d'un asile pour malades, ainsi que plusieurs autres œuvres de charité. À sa mort, n'ayant pas de descendance, elle lègue une partie de ses biens à sa famille et le reste, ainsi que sa fortune, au conseil général des Landes.

## Biographie

### Famille et jeunesse
Louise Eugénie Delachaux naît le 3 mai 1800 à Paris. Elle est la fille de Louis Abraham Delachaux et d'Anne Martine Collin. Le premier est un négociant horloger neuchâtelois d'origine française et rentré en France en 1790. Il fréquente de nombreuses figures de la Révolution française dont Alexandre Lebrun de Plaisance et Maximilien de Robespierre, ce dernier lui confiant un poste dans l'intendance de l'Armée française. Il participe notamment à la bataille de Valmy. Il constitue une fortune importante et épouse, le 2 avril 1795, Anne Martine Collin, veuve originaire de Bruxelles. De leur union naissent trois enfants : Guillaume-Tell, Louise-Eugénie, dite Eugénie, et Hortense. Leur père meurt le 3 mai 1805, alors qu'Eugénie a cinq ans,.

### Mariage et enfants
Eugénie Delachaux rencontre Charles Desjobert, polytechnicien et diplomate alors en poste à Amsterdam (il est consul général aux Pays-Bas puis en Italie) de dix-sept ans son aîné. Issu d'une famille noble originaire du Cher, il est le fils de Charles Louis Félix Desjobert (né à Paris en 1751), grand maître des eaux et forêts de la généralité de Soissons, commandant de la garde nationale et maire d'Orsay, et de Marguerite Basly. Il est le frère d'Amédée Desjobert, député de Seine-Inférieure. Ils se marient le 29 mai 1821 à Paris. Ils ont trois enfants : Gustave (né le 28 juillet 1823 à Bruxelles), Eugène (né le 19 septembre 1825 à Naples) et Élisa (née le 4 mai 1829 dans la même ville). Charles, « de santé fragile et sans doute d'un caractère dépressif », et atteint d'un sarcocèle, se suicide par arme à feu le 16 juillet 1832 à Nice (royaume de Sardaigne), où le couple séjourne. Il est inhumé religieusement à Saint-Laurent-du-Var, malgré l'interdit canonique de donner des funérailles religieuses aux personnes s'étant suicidées.    
Devenue veuve, Eugénie Desjobert retourne s'installer à Paris, dans son hôtel particulier rue Saint-Florentin, avec ses trois enfants. Elle confie ses deux fils à un précepteur, puis, le 1er avril 1836, elle les place en internat dans un collège parisien. Elle survit à ses trois enfants, qui meurent tous sans descendance : l'aîné, Gustave, d'une courte maladie le 10 mars 1844 à Paris ; le cadet, Eugène, le 23 septembre 1846 à Orsay ; la benjamine, Élisa, le 13 juin 1877, rue de la Tour (Paris), des suites d'une longue maladie et après s'être brouillée avec sa mère,.

### Philanthropie dans les Landes

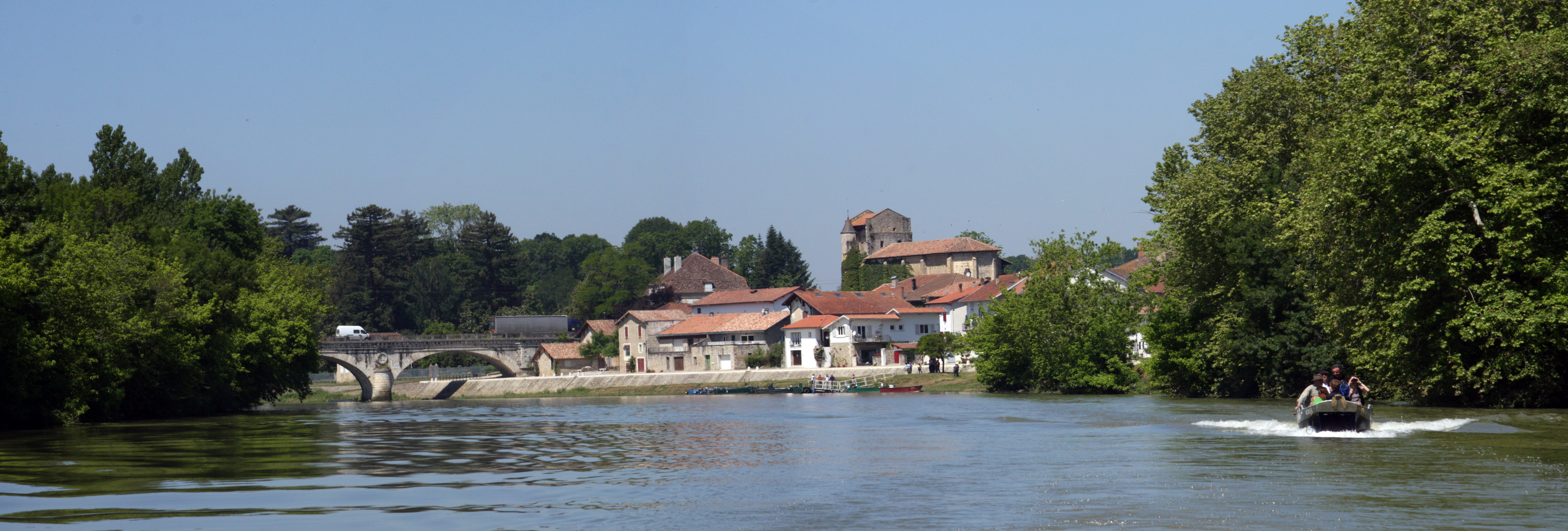
Panorama de Saubusse, vu depuis l'Adour, avec la toiture de Betbeder au centre.

D'avril à octobre 1835, elle effectue un séjour dans le domaine Betbeder, à Saubusse, dans les Landes, dont elle a hérité de son frère. Il s'agit d'un domaine acheté le 6 mai 1825 par son frère Guillaume-Tell, qu'il occupe avec leur mère jusqu'à son décès (5 septembre 1827, à Saubusse), puis seul, avant de rentrer à Paris où il meurt, probablement de la tuberculose le 15 août 1831. Pendant ces quelques mois à Saubusse, Eugénie Desjobert réaménage la demeure et une partie de l'ancien mobilier est mise aux enchères à Bayonne le 19 janvier 1837. Elle y effectue trois autres séjours, d'avril à septembre 1841, d'octobre 1844 à mai 1845 et de novembre 1845 à mai 1846. Elle s'installe définitivement à Betbeder en janvier 1856. Elle aménage le jardin et le parc du domaine en y plantant de nombreux arbres exotiques, inspirée et aidée par son ami Isidore Geoffroy Saint-Hilaire, directeur du jardin d'acclimatation de Paris, qui lui envoie des spécimens,,. Riche de l'héritage de ses parents, de son frère, de son mari et de ses enfants, elle effectue plusieurs investissements fonciers dans le département : elle rachète l'« important domaine » de Philippe Isidore d'Etchégoyen à Saint-Geours-de-Maremne et elle fait construire trois immeubles d'habitation modernes qu'elle met en location. Sa fortune, qui provient pour deux tiers de ses parents et pour un tiers de son mari, est estimée à environ 2 millions de francs-or. 

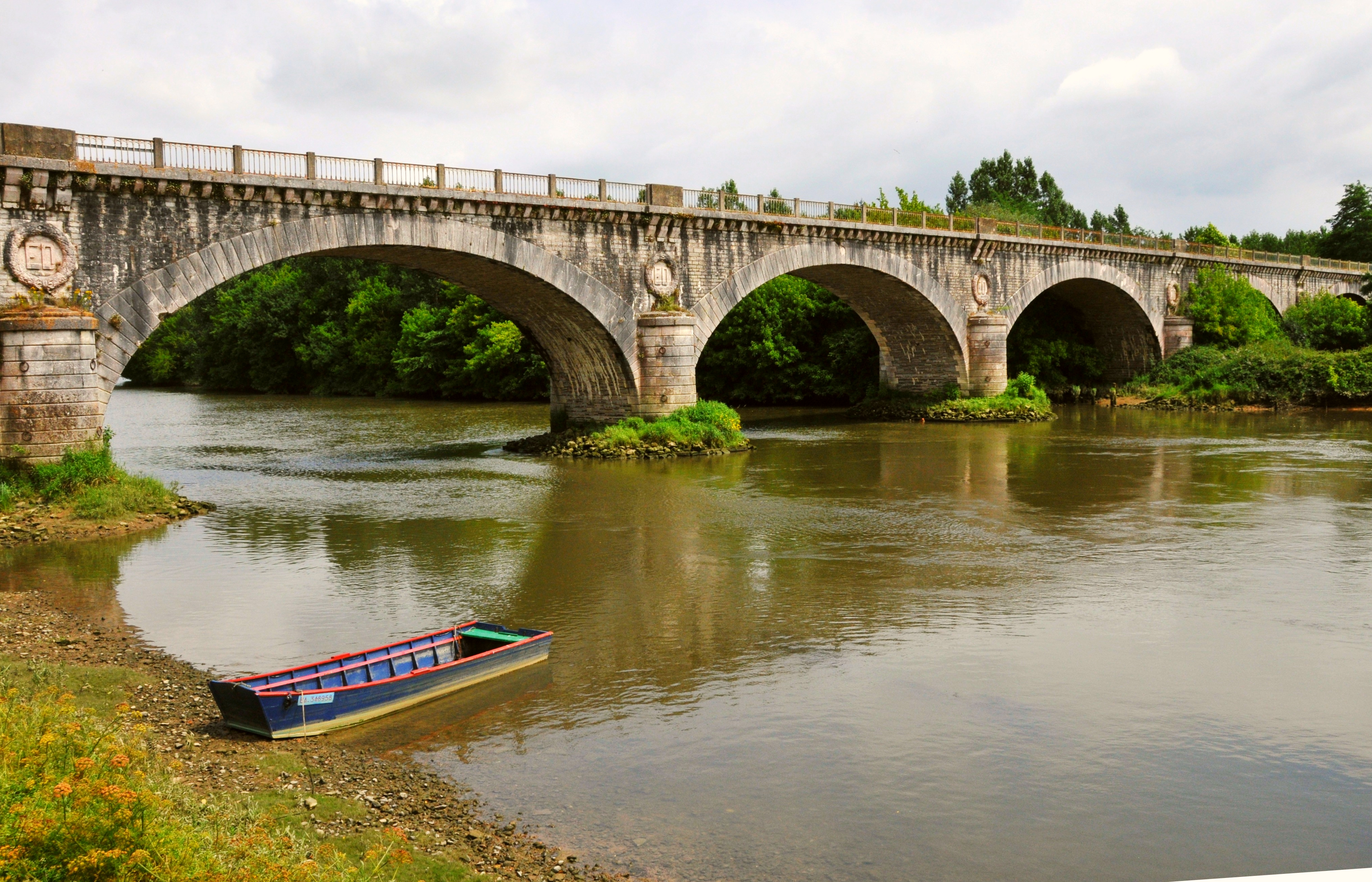
Le pont Eugénie-Desjobert, vu depuis les berges de l'Adour, à Saubusse.

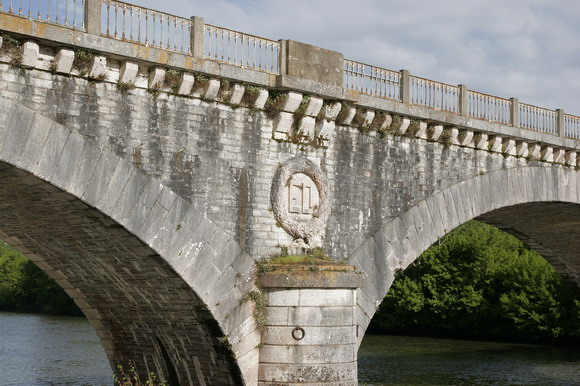
Les initiales « E D » sur le pont Eugénie-Desjobert.

Ayant entendu la demande de jeunes filles d'Orist d'établir un pont entre les deux rives de l'Adour pour leur permettre de moudre leur grain au moulin de Saubusse sans passer par le bac, elle apprend le refus du conseil général de financer la construction dudit pont. Elle décide alors de donner 400 000 francs-or au conseil général pour qu'il construise un pont en pierre reliant les deux communes (le pont le plus proche est alors le Pont Vieux, à Dax), et donc leurs pays respectifs, le Marensin et le Pays d'Orthe, et qu'il aménage les berges du fleuve aux alentours. Les travaux commençant en 1878, dirigés par l'ingénieur des ponts et chaussées Émile Aubé, impliquent le réaménagement du bourg de Saubusse. En effet, plusieurs bâtiments municipaux occupent le point de jonction entre le pont et la route départementale. Eugénie Desjobert prend alors l'initiative de racheter les terrains nécessaires à la construction ainsi que, pour 6 000 francs-or, la maison Desquerre, entre l'église Saint-Jean-Baptiste et l'Adour, pour y permettre l'installation de la mairie, de l'école de garçons, du presbytère et de la poste du village. Chacune des cinq piles du pont porte ses initiales, « E D », entourées d'une couronne de lauriers. L'intégralité des fonds octroyés pour la construction n'étant pas utilisée, la commune et le département entrent dans un conflit pour récupérer les fonds restants. Ils s’opposent dans un procès que le conseil général remporte, obtenant de conserver la partie restante du don,,,. 

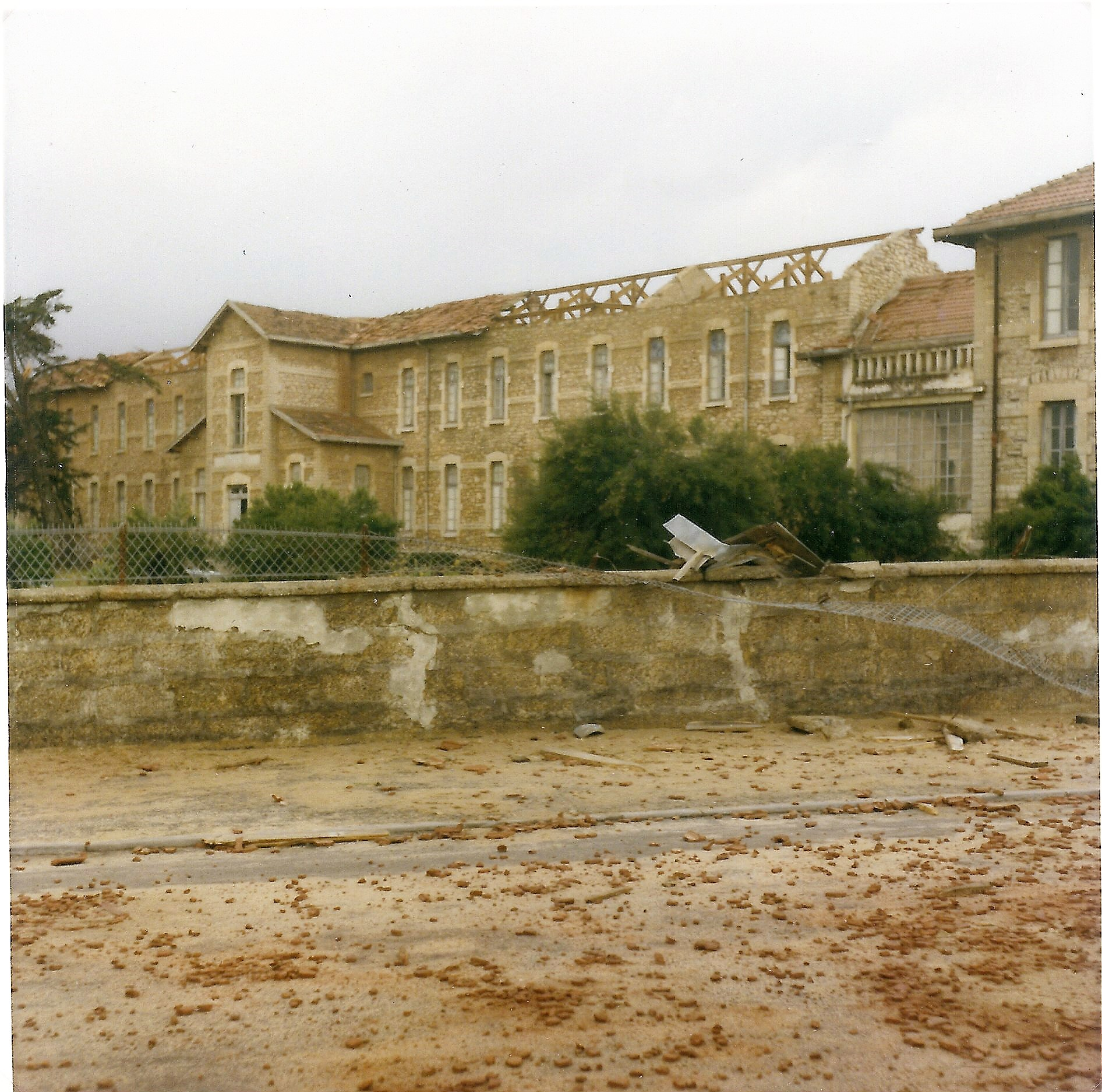
Le préventorium Sainte-Eugénie (Capbreton) en 1970.

Toujours à Saubusse, vers 1850, soucieuse de la condition des femmes dans le village, elle finance le réaménagement du puits communal avec l'installation d'une pompe et du lavoir. Elle alloue aussi 120 000 francs-or et un terrain à la sortie de Saubusse pour y ériger un asile pour enfants, jeunes filles et nécessiteux malades, somme qui inclut également l'entretien de trois filles de la charité de saint Vincent de Paul chargées de leur prise en charge,,. Elle fonde la société des « Trente femmes », une association d'aide aux veuves et femmes pauvres du village à laquelle elle alloue une rente de 1 500 francs-or par an. Elle fonde une fabrique et une société de bienfaisance, et elle réaménage l'école des filles de Saubusse.  
Elle lègue au département plus d'un million de francs-or pour construire un hospice pour enfants malades sur la côte sud des Landes. C'est la commune de Capbreton qui est choisie par le conseil général pour construire le préventorium Sainte-Eugénie (officiellement « asile départemental Sainte-Eugénie »), nommé en son honneur. Fondé le 23 août 1888 par décret du ministre de l'Intérieur, Charles Floquet, il ouvre ses portes la même année et accueille ses premiers patients : 50 enfants malades de 4 à 15 ans. Il est mobilisé pendant les deux guerres mondiales, devient un centre héliomarin en 1965 et il est démoli en 1991,,,. 

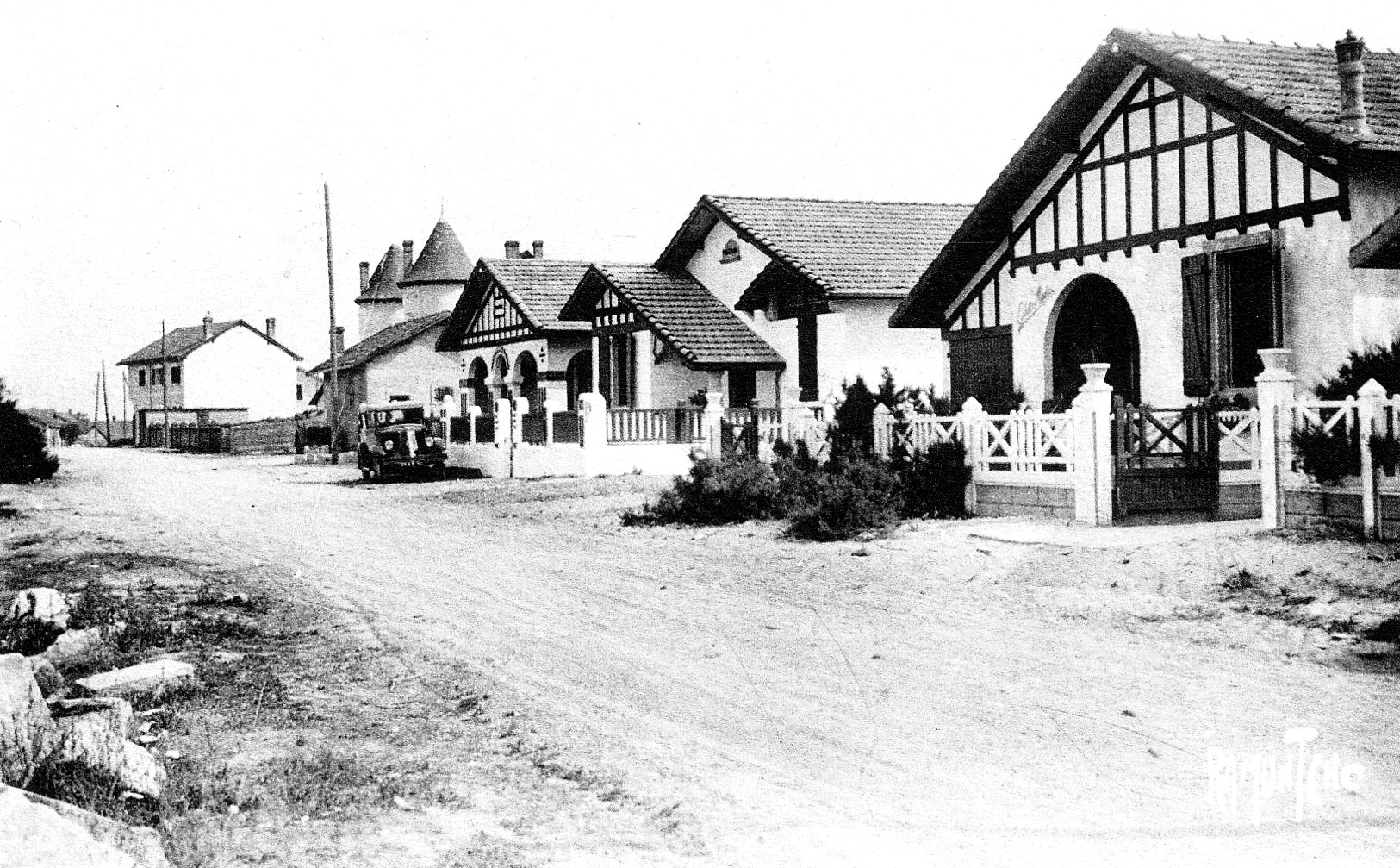
La rue Desjobert (Capbreton) vers 1940.

Eugénie Desjobert meurt le 22 février 1880 à Betbeder, après, selon certains récits, être tombée malade en visitant les travaux du pont (qui n'est inauguré que deux ans plus tard). Dans son testament, datant du 2 octobre 1878, elle lègue sa propriété d'Orsay à un cousin germain de son mari, Léopold Desjobert, le résultat de la vente de son hôtel particulier rue Saint-Florentin (Paris) à onze parents jusqu'au 6e degré (quatre Belges et sept Suisses), la maison de Culan au diocèse de Blois et Betbeder à son filleul. Le reste de sa fortune, encore très importante, est légué au conseil général des Landes. Elle est inhumée dans le cimetière de Saubusse. Sa sépulture, en marbre blanc, porte l'épitaphe « elle a passé en faisant le bien ». En plus du pont et du préventorium (où on trouve une plaque en marbre relatant sa vie et lui rendant hommage apposée par décision du conseil général), la place principale de Saubusse et une rue de Capbreton lui rendent hommage et portent son nom,. Les rentes qu'elle lègue à des œuvres de charité disparaissent après la Première Guerre mondiale avec l'inflation des années 1920.